# 1955-ös magyar teniszbajnokság
Az 1955-ös magyar teniszbajnokság az ötvenhatodik magyar bajnokság volt. A bajnokságot augusztus 19. és szeptember 1. között rendezték meg Budapesten, a Dózsa margitszigeti teniszstadionjában.

## Eredmények
| Versenyszám  | Arany                                      | Arany | Ezüst                                            | Ezüst | Bronz                                                                                               | Bronz |
| ------------ | ------------------------------------------ | ----- | ------------------------------------------------ | ----- | --------------------------------------------------------------------------------------------------- | ----- |
| Férfi egyéni | Asbóth József Bp. Bástya                   |       | Gulyás István Bp. Dózsa                          |       | Bujtor Frigyes Bp. DózsaÁdám András Bp. Dózsa                                                       |       |
| Női egyéni   | Erdődi Gyuláné Bp. Dózsa                   |       | Jávori Márta Bp. Dózsa                           |       | Lépes Andorné Bp. VasasJusits Ilona Bp. Dózsa                                                       |       |
| Férfi páros  | Fehér Kálmán, Sikorszky István Bp. Vasas   |       | Asbóth József, Ádám András Bp. Bástya, Bp. Dózsa |       | Bujtor Frigyes, Gulyás István Bp. DózsaBirkás György, Vad Dezső Bp. Bástya                          |       |
| Női páros    | Lépes Andorné, Rohrböck Józsefné Bp. Vasas |       | Erdődi Gyuláné, Jusits Ilona Bp. Dózsa           |       | Ernőházi Lajosné, Jávori Márta Bp. DózsaGábor Béláné, Tisza Ferencné Diósgyőri Vasas, Csepeli Vasas |       |
| Vegyes páros | Bujtor Frigyes, Jávori Márta Bp. Dózsa     |       | Sikorszky István, Wolfné Peterdy Márta Bp. Vasas |       | Gulyás István, Ernőházi Lajosné Bp. DózsaKomáromy Ferenc, Erdődi Gyuláné Bp. Dózsa                  |       |